# Ford Escort RS Cosworth

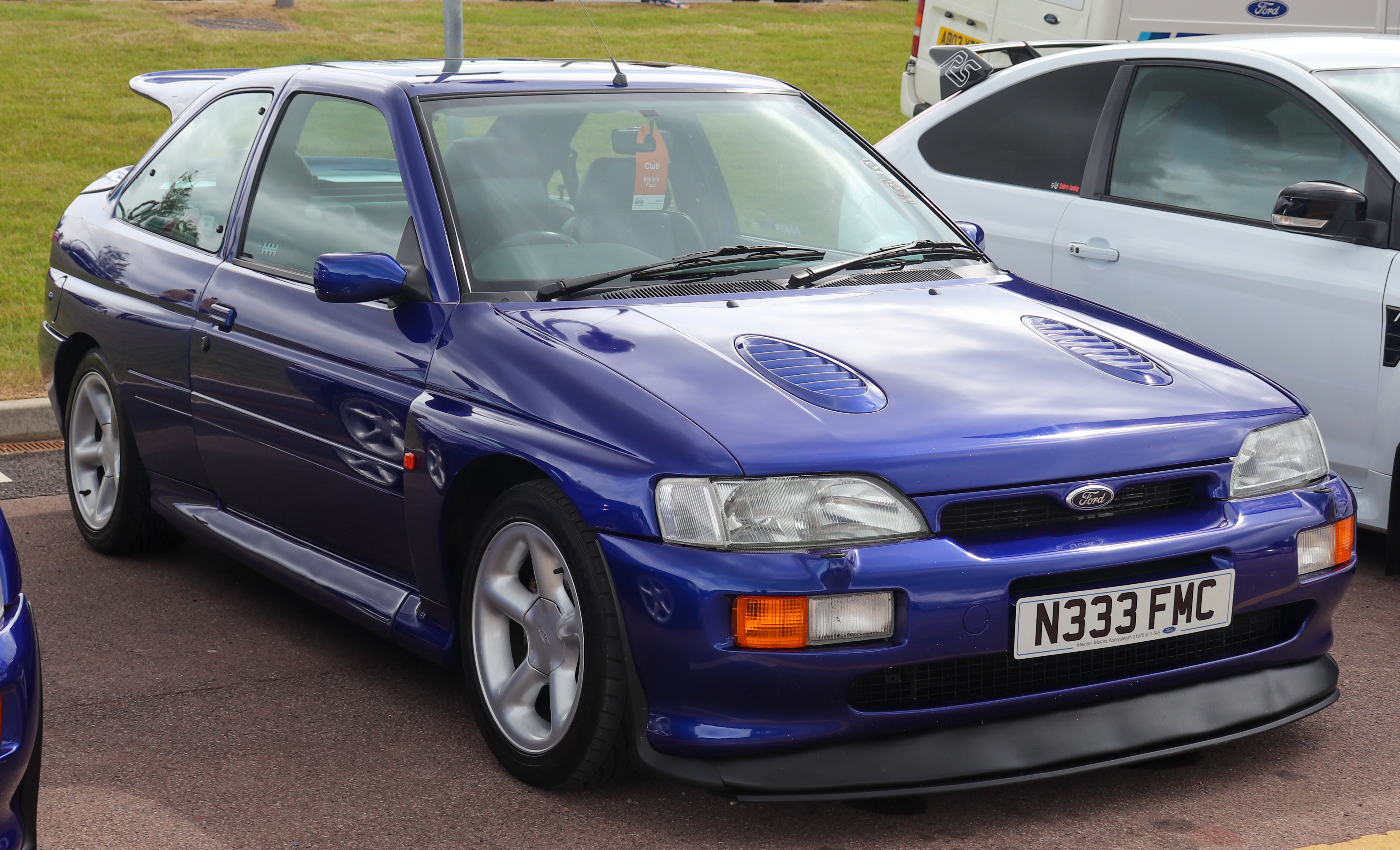
1996 Ford Escort RS Cosworth

Ford Escort RS Cosworth 4x4 — отдельная серийная модель европейского подразделения компании Ford на основе Ford Escort 5-го поколения, разработанная под возможность омологации в Группе А и последующего участия в Чемпионате мира по ралли. Впервые представлена на Женевском автосалоне 1992 года. Конструктивно представляет собой комбинацию из кузова Ford Escort, передней подвески от него же, уникального аэродинамического обвеса, силового агрегата от Ford Sierra RS Cosworth 4x4 и задней подвески от него же. В период с 1992 по 1996 года произведена в количестве более 7000 единиц. В чемпионате мира по ралли автомобиль стал основным для заводской гоночной команды Ford World Rally Team на четыре гоночных сезона с 1993 по 1996 года, а своей эволюции под новые требования к автомобилям World Rally Car и ещё на два с 1997 по 1998 года, где в итоге за шесть сезонов позволил выиграть 10 этапов.